# .do
.do is het achtervoegsel voor domeinnamen bedoeld voor de Dominicaanse Republiek.